# 大西一美
大西 一美（おおにし かずみ、旧姓：山下、1948年10月18日 - ）は、大阪府出身の元フィギュアスケート選手。1968年グルノーブルオリンピック、1972年札幌オリンピック女子シングル日本代表。関西学院大学卒。166cm。夫はゴルフ評論家の大西久光。母は元フィギュアスケート選手の山下艶子。

## 経歴
- 1968年グルノーブルオリンピックに出場し14位。
- 1972年札幌オリンピックで10位となり引退。
- 現役時代は、大川久美子、石田治子とともに大阪勢が日本の女子フィギュアスケート界をリードしたため「銀盤のいとはんトリオ」と称された。ライバルでもある石田治子姉妹をモデルとしたNHK連続テレビ小説「てるてる家族」では、旧姓の山下と名前を各一字変更して「木下豊美」の名で登場した。

## 主な戦績
| 大会/年          | 1964-65 | 1965-66 | 1966-67 | 1967-68 | 1968-69 | 1969-70 | 1970-71 | 1971-72 |
| ---------------- | ------- | ------- | ------- | ------- | ------- | ------- | ------- | ------- |
| オリンピック     |         |         |         | 14      |         |         |         | 10      |
| 世界選手権       |         |         |         | 18      | 11      | 16      | 13      |         |
| 全日本選手権     | 3       |         | 3       | 2       | 1       | 1       | 1       | 1       |
| ユニバーシアード |         |         |         | 3       |         |         |         |         |
| リッチモンド杯   |         |         |         |         |         |         |         | 3       |